# Zarzuela (Cuenca)
Zarzuela é um município da Espanha na província de Cuenca, comunidade autónoma de Castilla-La Mancha, de área 40,38 km² com população de 265 habitantes (2004) e densidade populacional de 6,56 hab/km².

## Demografia
| Variação demográfica do município entre 1991 e 2004 | Variação demográfica do município entre 1991 e 2004 | Variação demográfica do município entre 1991 e 2004 | Variação demográfica do município entre 1991 e 2004 |
| --------------------------------------------------- | --------------------------------------------------- | --------------------------------------------------- | --------------------------------------------------- |
| 1991                                                | 1996                                                | 2001                                                | 2004                                                |
| 342                                                 | 300                                                 | 278                                                 | 265                                                 |